# Buitinga
Genre
Buitinga est un genre d'araignées aranéomorphes de la famille des Pholcidae.

## Distribution
Les espèces de ce genre se rencontrent en Afrique de l'Est.

## Liste des espèces
Selon World Spider Catalog (version 24.5, 26/08/2023) :
- Buitinga amani Huber, 2003
- Buitinga asax Huber, 2003
- Buitinga batwa Huber & Warui, 2012
- Buitinga buhoma Huber, 2003
- Buitinga ensifera (Tullgren, 1910)
- Buitinga globosa (Tullgren, 1910)
- Buitinga griswoldi Huber, 2003
- Buitinga ifrit Huber & Cazanove, 2023
- Buitinga kadogo Huber, 2003
- Buitinga kanzuiri Huber, 2003
- Buitinga kihanga Huber, 2003
- Buitinga kikura Huber, 2003
- Buitinga lakilingo Huber, 2003
- Buitinga mazumbai Huber, 2003
- Buitinga mbomole Huber, 2003
- Buitinga mulanje Huber, 2003
- Buitinga nigrescens (Berland, 1920)
- Buitinga qingyuani Yao & Li, 2019
- Buitinga ruhiza Huber, 2003
- Buitinga ruwenzori Huber, 2003
- Buitinga safura Huber, 2003
- Buitinga tingatingai Huber, 2003
- Buitinga uzungwa Huber, 2003
- Buitinga wamitii Yao & Li, 2019
- Buitinga wataita Huber & Warui, 2012

## Systématique et taxinomie
Ce genre a été décrit par Huber en 2003 dans les Pholcidae.

## Publication originale
- Huber, 2003 : « High species diversity in one of the dominant groups of spiders in East African montane forests (Aranae: Pholcidae: Buitinga n. gen., Spermophora  Hentz). » Zoological Journal of the Linnean Society, vol. 137, no 4, p. 555-619 (texte intégral) .